# The Symphonic Jean Michel Jarre
The Symphonic Jean Michel Jarre es un álbum tributo de la Orquesta Filarmónica de la ciudad de Praga (República Checa) en tributo al músico y compositor francés Jean-Michel Jarre.
La banda completa, está conducida por Nic Raine y acompañada por el coro Crouch End Festival.

## Listado de temas

### CD 1
| CD 1  |                                            |                         |          |  |
| N.º   | Título                                     | Álbum original de Jarre | Duración |  |
| 1.    | «Chronologie, part 1»                      | Chronologie             | 6:30     |  |
| 2.    | «Chronologie, part 2»                      | Chronologie             | 5:26     |  |
| 3.    | «Chronologie, part 3»                      | Chronologie             | 3:32     |  |
| 4.    | «Gloria Lonely Boy»                        | Métamorphoses           | 5:29     |  |
| 5.    | «Equinoxe, part 4»                         | Equinoxe                | 6:42     |  |
| 6.    | «Fishing Junks At Sunset»                  | The Concerts in China   | 6:02     |  |
| 7.    | «Souvenir of China»                        | The Concerts in China   | 4:08     |  |
| 8.    | «Magnetic Fields, part 5» (The Last Rumba) | Les Chants Magnetiques  | 4:35     |  |
| 9.    | «Industrial Revolution, Overture»          | Revolutions             | 4:38     |  |
| 10.   | «Industrial Revolution, part 1»            | Revolutions             | 2:49     |  |
| 11.   | «Industrial Revolution, part 2»            | Revolutions             | 3:37     |  |
| 53:28 |                                            |                         |          |  |

### CD 2
| CD 2  |                           |                                 |          |  |
| N.º   | Título                    | Álbum original de Jarre         | Duración |  |
| 1.    | «Eldorado»                | Images                          | 3:42     |  |
| 2.    | «Oxygene, part 13»        | Oxygene 7-13                    | 3:37     |  |
| 3.    | «Magnetic Fields, part 1» | Les Chants Magnetiques          | 4:23     |  |
| 4.    | «The Emigrant»            | Revolutions                     | 3:26     |  |
| 5.    | «Oxygene, part 4»         | Oxygene                         | 4:24     |  |
| 6.    | «Second Rendez-vous»      | Rendez-Vous                     | 8:45     |  |
| 7.    | «Fourth Rendez-vous»      | Rendez-Vous                     | 4:01     |  |
| 8.    | «Akropolis»               | Concierto Hymn to the Akropolis | 6:06     |  |
| 9.    | «Computer Weekend»        | Revolutions                     | 4:39     |  |
| 43:03 |                           |                                 |          |  |

- Datos: Q3522941